# Brice Guyart
Brice Emmanuel Guyart (ur. 15 marca 1981 w Suresnes) – francuski szermierz, florecista, dwukrotny mistrz olimpijski, medalista mistrzostw świata i Europy.
Na igrzyskach olimpijskich w Sydney w 2000 roku reprezentacja Francji w składzie: Jean-Noël Ferrari, Lionel Plumenail, Brice Guyart i Patrice Lhôtellier wywalczyła złoty medal w turnieju drużynowym. Na tej samej imprezie zajął 27. miejsce w zawodach indywidualnych. Podczas rozgrywanych cztery lata później igrzysk olimpijskich w Atenach Guyart zdobył złoty medal indywidualnie, pokonując w finale Włocha Salvatore Sanzo 15:13. W zawodach drużynowych Francuzi zajęli tym razem piąte miejsce. Brał również udział w igrzyskach olimpijskich w Pekinie w 2008 roku, gdzie indywidualnie zajął trzynastą pozycję.
Podczas mistrzostw świata w Nîmes w 2001 roku razem z Loïkiem Attelym, Jean-Noëlem Ferrarim i Franckiem Boidinem wywalczył złoty medal w zawodach drużynowych. Na tej samej imprezie zdobył też brązowy medal indywidualnie, plasując się za Salvatore Sanzo i Loikiem Attelym. W rywalizacji drużynowej Francuzi z Guyartem w składzie zdobywali następnie złote medale na mistrzostwach świata w Lipsku (2005) i mistrzostwach świata w Petersburgu (2007) oraz srebrne podczas mistrzostw świata w Lizbonie (2002) i mistrzostw świata w Katanii (2011). Zdobył ponadto brązowy medal w zawodach indywidualnych na mistrzostwach świata w Hawanie w 2003 roku, gdzie wyprzedzili go tylko Niemiec Peter Joppich i Włoch Simone Vanni.
Kilkukrotnie zdobywał medale mistrzostw Europy, w tym złoty drużynowo na mistrzostwach Europy w Izmirze w 2006 roku. Na tej samej imprezie wywalczył także brązowy medal indywidualnie.